# Stomhypselosaria dupliforma
Stomhypselosaria dupliforma är en mossdjursart som först beskrevs av Canu och Bassler 1929.  Stomhypselosaria dupliforma ingår i släktet Stomhypselosaria och familjen Cellariidae. Inga underarter finns listade i Catalogue of Life.